# Bernard Sumner
Bernard Sumner (Manchester, 4 de janeiro de 1956) é um cantor, compositor, guitarrista, tecladista e produtor musical britânico.
Ele é mais conhecido como um membro fundador de duas bandas altamente influentes, Joy Division e New Order. Ele gravou também com Johnny Marr na banda Electronic e é o vocalista da banda Bad Lieutenant.

## Vida pessoal
Sumner se casou com Sue Barlow em 28 de outubro de 1978; eles tiveram um filho, James (nascido em 1983), antes de sua separação, em 1989. Sumner atualmente vive com sua segunda esposa, Sarah Dalton, e seus três filhos. Ele é torcedor da equipe de futebol Manchester United.

## Discografia

### Joy Division
- Unknown Pleasures (1979)
- Closer (1980)

### New Order
- Movement (1981)
- Power, Corruption & Lies (1983)
- Low-Life (1985)
- Brotherhood (1986)
- Technique (1989)
- Republic (1993)
- Get Ready (2001)
- Waiting for the Sirens' Call (2005)
- Lost Sirens (2013)
- Music Complete (2015)

### Electronic
- Electronic (1991)
- Raise the Pressure (1996)
- Twisted Tenderness (1999)

### Bad Lieutenant
- Never Cry Another Tear (2009)

### Colaborações
- Section 25 – "Sakura" (keyboards, 1982)
- 52nd Street – Look into My Eyes (sintetizador, produção, 1982)
- Section 25 – Back To Wonder / Beating Heart (produção, 1983)
- Quando Quango – "Love Tempo" (produção, 1983)
- The Durutti Column – I Get Along Without You Very Well / Prayer (produção, 1983)
- A Certain Ratio – "I Need Someone Tonite" (sintetizador, 1983)
- 52nd Street – Cool As Ice / Twice As Nice (sintetizador, produção, 1983)
- Surprize – In Movimento (produção, 1984)
- Paul Haig – "The Only Truth" (guitarrara, produção, 1984)
- Marcel King – Reach For Love / Keep On Dancing (sintetizador, produção, 1984)
- Quando Quango – 2 From Quando (produção, 1984)
- Section 25 – From The Hip (compositor,[A] produção, 1984)
- Section 25 – "Looking From A Hilltop (Restructure)" (sintetizador, produção, 1984)
- Section 25 – "Crazy Wisdom" (produção, 1985)
- Shark Vegas – "You Hurt Me" (guitarra, produção, 1985)
- Paul Haig – "Love and War" (guitarra, 1986)
- Section 25 – "Bad News Week" (produção, 1987)
- A Certain Ratio – "Good Together" (backing vocals, 1989)
- The Beat Club – "Security (Remix)" (vocals, produção, 1990)
- Banderas – "This Is Your Life" (backing vocals, guitarra, 1991)
- 808 State – "Spanish Heart" (vocals, 1991)
- Sub Sub – "This Time I'm Not Wrong" (voz, guitarra, 1997)
- The Chemical Brothers – "Out of Control" (voz, guitarra, 1999)
- Primal Scream – "Shoot Speed Kill Light" (guitarra, 2000)
- Blank & Jones – "Miracle Cure" (voz, guitarra, 2008)
- Hot Chip – "Didn't Know What Love Was" (vocals, keyboards, produção, 2010)
- Zachery Allan Starkey – "Force" (guitarra, sintetizador, teclados, sequenciador, programação adicional de bateria, produção, 2020)
- Zachery Allan Starkey – "Fear City" (sintetizador, teclados, sintetizador de baixo, programação de bateria, produção, 2020)